# Lipararchis
Lipararchis és un gènere d'arnes de la família Crambidae.

## Taxonomia
- Lipararchis aspilus
- Lipararchis hyacinthopa Meyrick, 1934

## Espècies antigues
- Lipararchis tranquillalis (Lederer, 1863)